# 釧路家庭裁判所
釧路家庭裁判所（くしろかていさいばんしょ）は、北海道釧路市にある日本の家庭裁判所の一つで、北海道を管轄している。略称は、釧路家裁（くしろかさい）。帯広、網走、北見、根室に支部を、本別、遠軽、標津に出張所を置いている。

## 所在地
- 本庁：北海道釧路市柏木町4-7  北緯42度58分20.2秒 東経144度23分25.1秒 / 北緯42.972278度 東経144.390306度
JR根室線・釧網線釧路駅から白樺台行き(18番，53番)バス乗車 ｢裁判所坂下｣停留所下車徒歩3分
- 帯広支部：北海道帯広市東8条南9丁目1  北緯42度55分22.9秒 東経143度13分3秒 / 北緯42.923028度 東経143.21750度
JR根室線帯広駅北口バスターミナル7番のりば 南商あかしや線あかしや団地行き(21系統)バス乗車 ｢裁判所前｣停留所下車すぐ
- 網走支部：北海道網走市台町2丁目2-1  北緯44度1分4.5秒 東経144度16分50.4秒 / 北緯44.017917度 東経144.280667度
JR石北線・釧網線網走駅からつくしヶ丘行き，東京農大行き，羽衣公園行きバス乗車 ｢台町2丁目｣停留所下車徒歩2分
- 北見支部：北海道北見市寿町4丁目7-36  北緯43度48分44.7秒 東経143度52分43.9秒 / 北緯43.812417度 東経143.878861度
JR石北線北見駅(バス停｢二条通｣)から緑ヶ岡団地線乗車 ｢花月町｣停留所下車徒歩3分
- 根室支部：北海道根室市敷島町2丁目3  北緯43度19分35秒 東経145度34分39秒 / 北緯43.32639度 東経145.57750度
JR花咲線根室駅から徒歩10分
- 本別出張所：北海道中川郡本別町柳町4  北緯43度6分58.2秒 東経143度36分32.4秒 / 北緯43.116167度 東経143.609000度
十勝バス帯広･陸別線｢本別南2丁目｣バス停下車徒歩5分
- 遠軽出張所：北海道紋別郡遠軽町1条通北2丁目3-25  北緯44度3分35.2秒 東経143度31分39秒 / 北緯44.059778度 東経143.52750度
JR石北線遠軽駅下車徒歩10分
- 標津出張所：北海道標津郡標津町北2条西1丁目1-17  北緯43度39分42.4秒 東経145度7分55秒 / 北緯43.661778度 東経145.13194度
阿寒バス釧路羅臼線･標茶標津線｢標津営業所｣下車徒歩3分

## 管轄
- 本庁
  - 釧路市、釧路郡釧路町、厚岸郡厚岸町、浜中町、川上郡標茶町、弟子屈町、阿寒郡鶴居村、白糠郡白糠町
- 根室支部
  - 根室市、標津郡中標津町、標津町、野付郡別海町、目梨郡羅臼町
- 帯広支部
  - 帯広市、河西郡芽室町、中札内村、更別村、広尾郡大樹町、広尾町、十勝郡浦幌町、上川郡新得町、清水町、河東郡音更町、士幌町、上士幌町、鹿追町、中川郡幕別町、池田町、豊頃町、本別町、足寄郡足寄町、陸別町
- 北見支部
  - 北見市、網走郡美幌町、津別町、常呂郡訓子府町、置戸町、佐呂間町、紋別郡遠軽町、湧別町
- 網走支部
  - 網走市、網走郡大空町

※ただし、根室支部管内の合議事件・少年事件は本庁で、網走支部管内の合議事件・少年事件は北見支部でそれぞれ取り扱う。

## 歴代所長
（任期、後職） 釧路地方裁判所長との兼任
- 上野茂（1990年 - 1993年  神戸家庭裁判所所長）
- 奥山興悦（1995年4月 - 1998年4月　東京高等裁判所部総括判事）
- 松山恒昭（1998年4月 - 1999年6月　大阪高等裁判所部総括判事）
- 塚原朋一（1999年 - 2001年　甲府地方裁判所長・甲府家庭裁判所長）
- 末永進（2001年 - 2004年3月　札幌高等裁判所部総括判事）
- 小池信行（2004年3月 - 2006年1月　定年退官）
- 山崎学（2006年 - 2007年3月　札幌地方裁判所長）
- 柴田寛之（2007年3月 - 2008年3月　東京地方裁判所八王子支部長）
- 齋藤隆（2008年3月 - 2010年4月　札幌地方裁判所長）
- 佐久間邦夫（2010年4月 - 2011年8月 札幌地方裁判所長）
- 林圭介（2011年8月 - 2013年3月 大阪高等裁判所部総括判事）
- 浜秀樹（2013年3月 - 2014年6月 東京地方裁判所立川支部長）
- 樋口裕晃（2014年6月 - 2015年12月 大阪高等裁判所部総括判事）
- 登石郁朗（2015年12月 - 2017年9月 札幌高等裁判所部総括判事）
- 本多知成（2017年9月 -  2019年4月 札幌高等裁判所部総括判事）
- 山田明（2019年4月 - ）